# Woburn Safari Park
Woburn Safari Park är ett viltreservat i Storbritannien.   Det ligger i kommunen Central Bedfordshire i riksdelen England, i den södra delen av landet, 60 km nordväst om huvudstaden London.